# Bryan Hogan
Bryan Hogan (* 27. Dezember 1988 in Highland, Michigan) ist ein ehemaliger US-amerikanischer Eishockeyspieler, der zuletzt bei den Utah Grizzlies in der ECHL auf der Position des Torwarts spielte. 

## Karriere
Bryan Hogan begann seine Karriere als Amateur bei den Lincoln Stars in der USHL, wo er von 2005 bis 2007 auflief. Danach wechselte er an die University of Michigan und spielte dort in der Universitätsmannschaft, welche in der NCAA antritt. Zur Saison 2011/12 wechselte Hogan zu den Dayton Gems in die CHL, wo er 23 Spiele bestritt, bevor er zum Ligakonkurrenten Wichita Thunder wechselte. Bereits nach einer Saison in der CHL wechselte Hogan nach Übersee zu den Frederikshavn White Hawks aus der AL-Bank Ligaen und zur Saison 2013/14 zum SC Riessersee.
Im Januar 2014 erlitt Hogan im Spiel des SC Riessersee gegen den ESV Kaufbeuren bei einer Verteidigungsaktion in der 15. Spielminute einen Teilabriss des vorderen Syndesmosebandes. Daraufhin wurde als Ersatz Niklas Treutle mit einer Förderlizenz vom EHC Red Bull München verpflichtet. Er wurde trotz der Verletzungspause vom Experten-Gremium bestehend aus Trainern, Managern und Journalisten zum Top-Goalie der Hauptsaison 2013/14 gewählt. Nach einer Saison beim SC Riessersee wechselte Hogan zur Saison 2014/15 zum Aufsteiger Löwen Frankfurt. Zuletzt war er im Oktober 2015 für die Utah Grizzlies in der ECHL aktiv, ehe Hogan seine Karriere beendete.

## Erfolge und Auszeichnungen
- 2008 NCAA-Division-I-Championship mit der University of Michigan
- 2010 NCAA-Division-I-Championship mit der University of Michigan
- 2013 Dänischer Vizemeister mit den Frederikshavn White Hawks
- 2014 Torhüter des Jahres in der DEL2

## Karrierestatistik
(Legende zur Torhüterstatistik: GP oder Sp = Spiele insgesamt; W oder S = Siege; L oder N = Niederlagen; T oder U oder OT = Unentschieden oder Overtime- bzw. Shootout-Niederlage; Min. = Minuten; SOG oder SaT = Schüsse aufs Tor; GA oder GT = Gegentore; SO = Shutouts; GAA oder GTS = Gegentorschnitt; Sv% oder SVS% = Fangquote; EN = Empty Net Goal; 1 Play-downs/Relegation; Kursiv: Statistik nicht vollständig)